# فياتشيسلاف تشانوف
فياتشيزلاف تشانوف (مواليد 23 أكتوبر 1951) هو لاعب كرة قدم. لعب مع منتخب الاتحاد السوفيتي لكرة القدم. سبق له أن لعب في كأس العالم لكرة القدم مع منتخب بلاده.

## روابط خارجية
- فياتشيزلاف تشانوف على موقع الاتحاد الدولي (مؤرشف)  (الإنجليزية)
- فياتشيزلاف تشانوف على موقع قاعدة بيانات كرة القدم.إي يو (الإنجليزية)
- فياتشيزلاف تشانوف على موقع ناشيونال فوتبول تيمز (الإنجليزية)